# Filifascigera parvipora
Filifascigera parvipora är en mossdjursart som beskrevs av Canu och Bassler 1927?. Filifascigera parvipora ingår i släktet Filifascigera och familjen Frondiporidae. Inga underarter finns listade i Catalogue of Life.